# Voskevan
Voskevan (armeniska: Ոսկեվան) är en ort i Armenien. Till 1978 hette orten Ghosjghotan (ryska: Kosjkotan). Den ligger i provinsen Tavusj, i den norra delen av landet, 110 kilometer norr om huvudstaden Jerevan. Voskevan ligger 946 meter över havet och antalet invånare är 1 287.
Terrängen runt Voskevan är kuperad, och sluttar österut. Närmaste större samhälle är Nojemberjan, 7,9 kilometer nordväst om Voskevan. 
Trakten runt Voskevan består i huvudsak av gräsmarker. Runt Voskevan är det ganska tätbefolkat, med 60 invånare per kvadratkilometer.